# Ženskij volejbol'nyj klub Dinamo Krasnodar
La Ženskij volejbol'nyj klub Dinamo Krasnodar (in russo "женский волейбольный клуб Динамо Краснодар"?) è un club di pallavolo femminile russo, con sede a Krasnodar: milita nel campionato russo di Superliga.

## Storia
La Dinamo Krasnodar viene fondata nel 1946 e prende subito parte al campionato sovietico, ma con scarsi risultati, e negli anni successivi partecipa solamente a tornei locali, tornando a disputare il massimo torneo dell'URSS solamente a partire dalla stagione 1955 per circa un decennio, retrocedendo al termine dell'annata 1966. Dopo aver disputato il campionato cadetto per qualche stagione, il club riesce a tornare nuovamente nella massima divisione sovietica raggiungendo nell'edizione 1971 il miglior risultato della propria storia nel periodo sovietico giungendo sesta in classifica; al termine della stagione 1973 il club però retrocede e dopo un anno si ritira dalle competizioni nazionali per oltre un decennio. Nel 1985 il sodalizio si guadagna il diritto di disputare la seconda serie, dove rimane per quattro stagioni prima di retrocedere nuovamente.
Dopo la dissoluzione dell'Unione Sovietica e la conseguente nascita della Russia, la Dinamo esordisce nel campionato cadetto russo nel 1991 ottenendo la promozione nella massima divisione al termine della stagione 1992-93. Nell'annata 1994-95 arriva il primo trofeo per il club bianco-blu: la Coppa di Russia giunta esattamente un anno dopo la prima finale persa.
Dopo quattro campionati terminati sempre a metà classifica, al termine dell'annata 1997-98 giunge infine la retrocessione in Vysšaja Liga, dove rimane per un decennio giungendo nuovamente in Superliga al termine della stagione 2008-09.
Per il campionato d'esordio il club piazza diversi colpi di mercato, tra i quali spicca l'acquisto di Natalija Kazka, che valgono il terzo posto finale, bissato la stagione successiva; per fare il definitivo salto di qualità, con l'obiettivo di una vittoria in patria e in Europa, nell'annata 2011-12 vengono ingaggiate giocatrici importanti come Valdonė Petrauskaitė, Foluke Akinradewo e Tat'jana Košeleva: nonostante le buone premesse, la stagione si rivela essere abbastanza deludente con un quinto posto in Superliga e l'eliminazione in Coppa CEV al challenge round per mano del Tomis Constanța; inoltre Valdonė Petrauskaitė abbandona la squadra a metà stagione, sostituita da Neriman Özsoy.
Nella stagione 2012-13 la squadra si aggiudica il primo trofeo europeo, vincendo la Challenge Cup, seguita da un altro successo in campo internazionale con la vittoria della Coppa CEV 2014-15, bissato anche nell'edizione successiva, quando la formazione eguaglia nuovamente il migliore risultato di sempre in Superliga con il terzo posto finale. Negli stessi anni si aggiungono al palmarès della Dinamo anche altre due Coppe di Russia, con due vittorie consecutive ottenute nelle edizioni del 2014 e del 2015.
Nell'annata 2016-17 la società deve affrontare una pesante crisi economica, che coinvolge anche la formazione maschile, che porta le giocatrici a non scendere in campo per la partita di campionato contro la Dinamo-Kazan; ciò non impedisce alla squadra di chiudere la stagione regolare al quarto posto, salvo essere eliminata nei quarti di finale play-off e chiudere al quinto posto finale.
Con il ritiro della squadra maschile dai campionati di vertice per ottimizzare il budget, il club femminile riesce a mantenere la categoria anche nella stagione 2017-18, anche se i risultati sono particolarmente modesti: una sola vittoria in campionato su 18 partite e il decimo e ultimo posto finale in classifica: l'aumento del numero di formazioni in Superliga scongiura tuttavia la retrocessione della squadra che nelle annate successive si piazza stabilmente a metà classifica.

## Rosa 2021-2022
| N° | Nome                  | Ruolo | Data di nascita  | Nazionalità sportiva |
| -- | --------------------- | ----- | ---------------- | -------------------- |
| 1  | Marina Šešenina       | P     | 26 giugno 1985   | Russia               |
| 3  | Marija Duskrjadčenko  | C     | 9 marzo 1984     | Russia               |
| 5  | Julija Podskal'naja   | C     | 18 aprile 1989   | Russia               |
| 6  | Anastasija Ogolichina | S     | 24 novembre 2003 | Russia               |
| 7  | Anna Kotikova         | O     | 13 ottobre 1999  | Russia               |
| 8  | Svetlana Chorunžaja   | S     | 20 aprile 1992   | Russia               |
| 9  | Polina Bogačëva       | P     | 9 luglio 2004    | Russia               |
| 11 | Bogumila Bjarda       | O     | 24 maggio 1998   | Russia               |
| 12 | Ekaterina Jakovleva   | O     | 20 dicembre 2000 | Russia               |
| 13 | Esenija Mišagina      | P     | 1º dicembre 2001 | Russia               |
| 15 | Valerija Ševčuk       | S     | 19 febbraio 2001 | Russia               |
| 16 | Rimma Gončarova       | C     | 1º maggio 1995   | Russia               |
| 18 | Ekaterina Starodubova | L     | 19 ottobre 1984  | Russia               |
| 19 | Svetlana Masalëva     | L     | 29 aprile 1999   | Russia               |
| 20 | Ol'ga Fedorovna       | S     | 5 marzo 2000     | Russia               |
| 21 | Alisa Gluščenko       | O     | 17 febbraio 2001 | Russia               |
| 22 | Aleksandra Vidineeva  | L     | 21 febbraio 2002 | Russia               |

## Palmarès
- Coppa di Russia: 3

1994, 2014, 2015
- Coppa CEV: 2

2014-15, 2015-16
- Challenge Cup: 1

2012-13